# Maurane
Pour les articles homonymes, voir Maurane (homonymie).
Claudine Luypaerts, dite Maurane, née le 12 novembre 1960 à Ixelles et morte le 7 mai 2018 à Schaerbeek, est une chanteuse, auteure-compositrice-interprète et comédienne belge. Elle a d'abord pris comme noms de scène Claudie Claude puis Claude Maurane, avant d'opter pour Maurane.
Elle est révélée dans les années 1980 par son rôle de Marie-Jeanne dans la deuxième version de l’opéra-rock Starmania. Ses titres les plus connus sont Toutes les mamas, Sur un prélude de Bach et Tu es mon autre (en duo avec Lara Fabian). L'artiste, à la voix chaude et jazzy, fut régulièrement qualifiée de « voix d'or de la chanson francophone », ou encore de « voix de velours »,,,.

## Biographie

### Enfance et jeunesse
Claudine Luypaerts baigne dans une atmosphère musicale depuis l’âge de huit ans : son père Guy-Philippe Luypaerts (1931-1999) est un compositeur et directeur du Conservatoire de Musique de Verviers et sa mère, Jeannie Patureaux, est professeur de piano. Elle étudie un temps le violon mais, rebutée par toute forme de scolarité, s'initie en autodidacte au chant et au piano avant de lui préférer la guitare.
Vers l'âge de quinze ans, elle décide de chanter dans les rues, dans le quartier de la Grand-Place de Bruxelles, à l'angle de la rue des Bouchers et de la rue des Dominicains. « Aujourd'hui me vient l'idée que peut-être, de façon inconsciente, je cherchais à éprouver ma capacité à faire de la chanson mon métier. J'étais le comédien d'une troupe amateur qui passe une audition parmi des professionnels pour la première fois. »
En 1976, elle est seconde au concours de chant Visa pour le show, et l'année suivante, participe aux concerts des Lundis d'Hortense — une association destinée à la diffusion et à la promotion du jazz belge —, occasion pour laquelle elle prend le nom de scène de « Claudie Claude ».

### Carrière

#### Débuts
En 1979, Claudine Luypaerts participe au spectacle Jacques Brel en mille temps d’Albert-André Lheureux, avec Philippe Lafontaine, Daria de Martynoff, Ann Gaytan, Jofroi...
Pierre Barouh, compositeur français et patron du label Saravah, la découvre à cette occasion et produit ses premiers 45 tours qui sortent à partir de 1980 sous le pseudonyme de « Claude Maurane ». Ce dernier fait référence au metteur en scène Francis Morane qui a œuvré sur Starmania. Cependant, il est orthographié différemment afin d'éviter l'amalgame avec la bande dessinée Bob Morane bien qu'elle soit parfois créditée sous cette orthographe.
Les premiers 45 tours — J'me roule en boule (1980), Fais soleil (1982), T'as pas la pêche (1984), Moi l'argent, toi jeune (1985) — ne rencontrent pas un grand succès. La chanteuse enchaîne les petits contrats, qui la conduisent régulièrement à chanter dans la rue ou les cafés-théâtres et à être choriste, notamment de Viktor Lazlo, Jo Lemaire, Philippe Lafontaine ou Claude Semal.
Sa carrière ne décolle vraiment qu’en 1985 avec sa première scène au Sentier des Halles à Paris. Le succès du spectacle lui permet d'enregistrer son premier album, Danser, produit par Saravah, les Éditions 23 et Franc'Amour, qui sort en 1986. 
En 1988, Michel Berger lui confie le rôle de Marie-Jeanne, créé en 1978 par Fabienne Thibeault. Elle participe à la deuxième version de l’opéra-rock Starmania qui tourne durant six mois, en compagnie notamment de Renaud Hantson, Sabrina Lory, Wenta, Martine St-Clair, Peter Lorne et les frères Norman et Richard Groulx. Mais assurer ce rôle en même temps que sa carrière de chanteuse lui sera vite difficile au point d'arrêter brutalement ses prestations dans l'opéra-rock. Elle est remplacée par Réjane Perry pour le reste de la tournée.

#### Reconnaissance

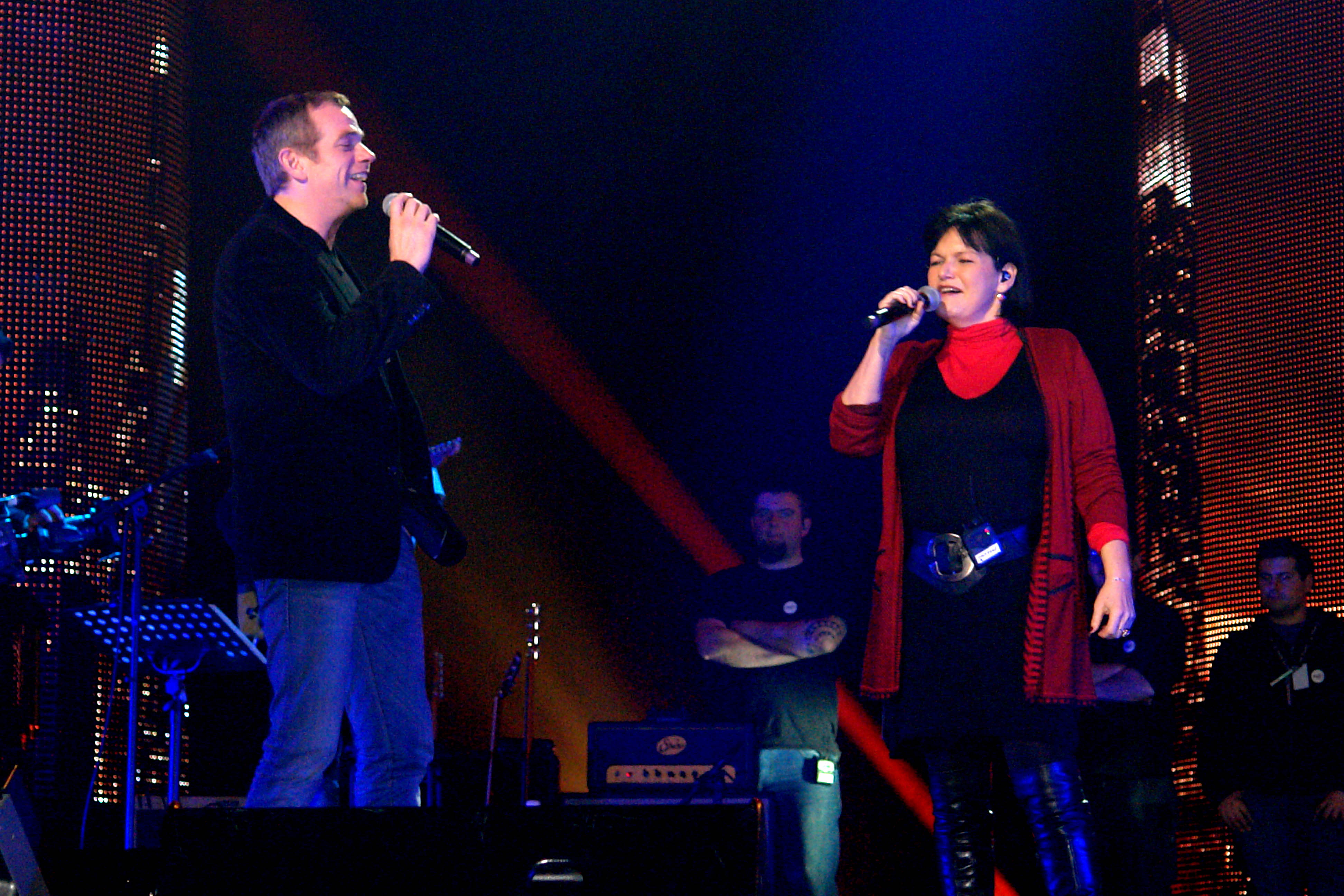
Maurane en duo avec Garou en 2012.

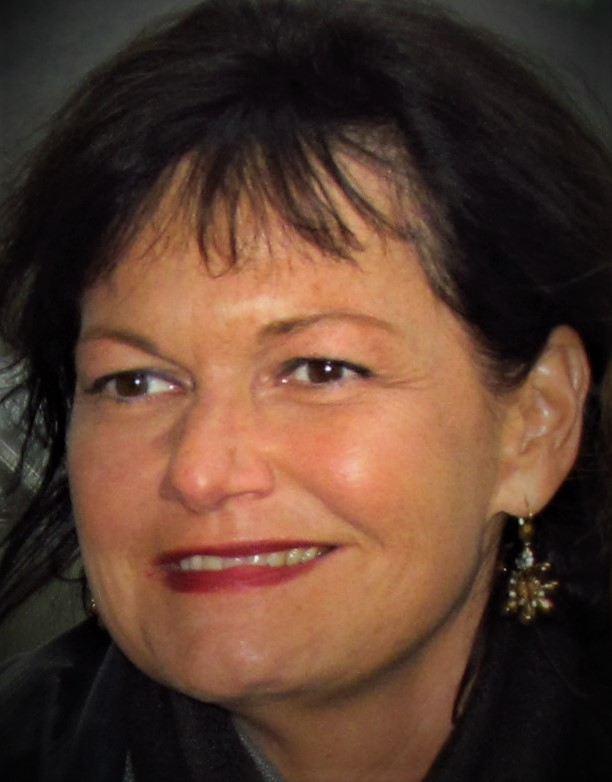
Maurane en 2012.

Son deuxième album, intitulé Maurane, sort en 1989 et rencontre le succès avec 150 000 exemplaires écoulés. Il contient l'une de ses chansons les plus populaires : Toutes les mamas. Son succès lui ouvre les portes de l'Olympia et permet une tournée internationale qui s'achève au Japon. En 1991, sort l’album Ami ou ennemi qui confirme le succès déjà obtenu, en se vendant très bien sur la durée — il s'écoule à près de 450 000 exemplaires — grâce à des titres comme Ça casse signé Peter Lorne, Mentir, Du mal et surtout la ballade Sur un prélude de Bach signée Jean-Claude Vannier, qui aura un impact retentissant sur sa carrière. L'album comporte notamment une chanson parlant de son rapport avec le personnage qu'elle incarnait dans Starmania : Qui es-tu Marie-Jeanne ?
En 1994, Maurane reçoit le prix de l'artiste interprète francophone de l'année aux Victoires de la musique, devant Céline Dion et Stephan Eicher.  
Tout au cours de sa carrière, elle propose des duos avec différents artistes comme Catherine Lara (La Langue des Anges, en 1991),  Michel Fugain (trois duos en concert aux Francofolies de La Rochelle en 1996), Eddy Mitchell qui signe le titre C'est magique (en 1998) avec Lara Fabian (Tu es mon autre, en 2001) ou encore (Reste) avec Mario Pelchat enregistrée deux fois, d'abord en 2002, dans un album du chanteur canadien qui marque ses 20 ans de carrière, puis une seconde fois, pour le compte de EMI France et paru sur l'album (Le monde où je vais) de Pelchat en 2006. Entre autres collaborations, la chanteuse sort deux albums en trio avec Steve Houben et Charles Loos sous le nom HLM (Houben, Loos, Maurane) en 1986 et en 2005.    
Appréciée de ses collègues artistes, elle est régulièrement sollicitée pour des actions caritatives et, dès 1993, l'artiste se mobilise pour la lutte contre le SIDA avec Francis Cabrel, Michel Jonasz, Catherine Lara, Maxime Le Forestier et Alain Souchon. Le groupe d'artistes donne un concert à l'Olympia au profit de l'association Sol En Si (« Solidarité Enfants Sida ») et un album live voit le jour. Quatre ans plus tard, Zazie rejoint l'équipe sur scène. Au fil du temps, différents albums live ou studio vont paraître et les effectifs vont se renforcer. Entre 1996 et 2013, à quatorze reprises, Maurane participe également assidûment aux concerts des Enfoirés en faveur des Restos du cœur avant de quitter la troupe par suite d'un manque de motivation.   
Du côté de sa carrière personnelle, c'est en 2003 que sort l'album Quand l'humain danse, une aventure collective pour un album fort personnel, qui mobilise à l'écriture des artistes comme Jean-Jacques Goldman, Daniel Lavoie, Louise Forestier, Gildas Arzel ou Jean-Claude Vannier et propose des duos avec Marc Lavoine (Un pays mais), Lara Fabian (Mais la vie) et Véronique Sanson (Petites minutes cannibales). Duos écrits et composés par Peter Lorne.
En janvier 2008, elle enregistre Le Projet Baltimore avec Jacques Higelin, Riké et le groupe Sweet Air, en soutien aux otages du monde entier dont Íngrid Betancourt. En septembre 2009, en hommage à son ami Claude Nougaro qui aurait eu 80 ans, elle enregistre quinze reprises regroupées dans un album intitulé Nougaro ou l'espérance en l'homme. Le DVD live de sa dernière tournée La vie en rouge sort en décembre 2009.
Début septembre 2011, elle livre son dixième album studio enregistré à New York : Fais-moi une fleur, qui marque notamment ses retrouvailles avec Brigitte Fontaine onze ans après Toi du monde.
De novembre 2012 à février 2013, puis d'octobre 2013 à février 2014, elle fait partie du jury du télé-crochet français Nouvelle Star sur D8 aux côtés d'André Manoukian, Sinclair et Olivier Bas.
En septembre 2014 sort Trop Forte, chanson signée par Pierre-Yves Lebert et Daran évoquant les préjugés et l’hypocrisie entretenus vis-à-vis des personnes vivant avec un surpoids, a priori que Maurane subissait depuis l'enfance et qu'elle n'avait jamais osé aborder jusque-là dans ses chansons. Il s'agit du premier single de son album Ouvre, paru en novembre 2014.
En 2016, elle rencontre des problèmes de santé et doit être opérée d'un œdème aux cordes vocales, ce qui la contraint à annuler ses concerts et la tient éloignée de la scène jusqu'en 2018. 
En mars 2018, la chanteuse annonce, par le biais d'une vidéo enregistrée dans les bureaux de son label Polydor et postée sur les réseaux sociaux, que son prochain album sera un disque de reprises de Jacques Brel. Elle confie alors « Ça fait 15 ans, 20 ans que j'en rêve ».  
Le 3 mai, elle participe à un hommage à Jacques Brel dans le cadre de l'Inc'Rock Festival, où elle interprète en duo avec Typh Barrow La chanson des vieux amants,. Cette performance est renouvelée le 6 mai 2018, lors de la Fête de l'iris, aux côtés d'une vingtaine d'artistes qui célèbrent là encore Jacques Brel, par ailleurs natif de Schaerbeek où Maurane décède, moins de vingt-quatre heures après cette dernière apparition en public.
Le 12 octobre 2018 paraît son album Brel, dédié aux chansons de Jacques Brel et finalisé, post-mortem, par la fille de Maurane et son pianiste Philippe Decock. L'album est certifié disque d'or en Belgique.

### Mort
Le 7 mai 2018, Maurane est retrouvée morte à son domicile de Schaerbeek (Bruxelles, Belgique). Le lendemain, le magistrat du parquet de Bruxelles confirme l'ouverture d'une information judiciaire, bien que la mort de la chanteuse « ne soit pas considérée comme suspecte par l'intervention d'un tiers ».
Le 15 juin 2018, un mois plus tard, le parquet classe le dossier sans suite « pour absence d’infraction. Aucune intervention de tiers n’a été relevée. Le décès est de cause accidentelle », excluant de facto un suicide et l’hypothèse d'une mort naturelle. L'autopsie a conclu qu’il s’agissait d’un décès dû à une hémorragie interne, conséquence possible d’une lourde chute dans sa baignoire à la suite d'une consommation de médicament(s) et le parquet affirme qu’« aucun autre commentaire ni détails ne seront communiqués ». 
Le 15 juillet, la fille de Maurane explique succinctement au journal Le Parisien que sa mère a  fait une chute et qu'elle n'a pas envie d'en dire plus. 
Les funérailles de Maurane ont lieu le 17 mai 2018 en l'église Notre-Dame-des-Grâces à Woluwe-Saint-Pierre, une commune de la région bruxelloise, suivies de l'inhumation au cimetière d'Auderghem, une autre commune de la région-capitale belge où Maurane a vécu étant enfant. Des centaines de personnes viennent lui rendre hommage, ainsi que de nombreux artistes qui ont fait le déplacement depuis la France : Muriel Robin, Lara Fabian, Maxime Le Forestier,  Zazie, Pascal Obispo, Michel Fugain, Francis Cabrel ou encore Philip Catherine,.

### Vie privée
Le 29 décembre 1993, Maurane et Pablo Villafranca, qu'elle a épousé en juin 1992, deviennent parents d'une fille, Lou,,,. Bien que le couple se sépare, Pablo Villafranca est néanmoins choriste en 1995 sur l’album Différente de la chanteuse. Il a également joué dans le clip du titre Sur un prélude de Bach et participera à la promo télévisuelle de la chanson Désillusionniste.

## Polémiques
Maurane était très présente sur le réseau social Twitter où elle s'est laissée aller à quelques débordements, notamment en 2011 à l'encontre de Mickaël Vendetta puis d'un internaute qui l'avait insultée en retour.
En 2012, après une critique adressée par une internaute sur l’omniprésence des campagnes publicitaires Weight Watchers dans lesquelles figure la chanteuse, Maurane s’en prend au physique de la jeune fille, malgré les excuses de cette dernière. 
En 2013, elle dévoile la date de diffusion du spectacle annuel des Enfoirés sur TF1, alors que cette dernière était confidentielle. Plus tard dans l'année, Maurane qualifie une candidate de la deuxième saison de The Voice Belgique de « Vanessa Paradis de chez Zeeman » (enseigne de vêtements bon marché). À la suite de ces débordements, le manager de Maurane annonce qu’il reprend la gestion du compte Twitter de la chanteuse. Néanmoins, lors de tweets nocturnes en août 2013, Maurane déclare qu'elle n'a jamais cessé de gérer son compte.

## Discographie

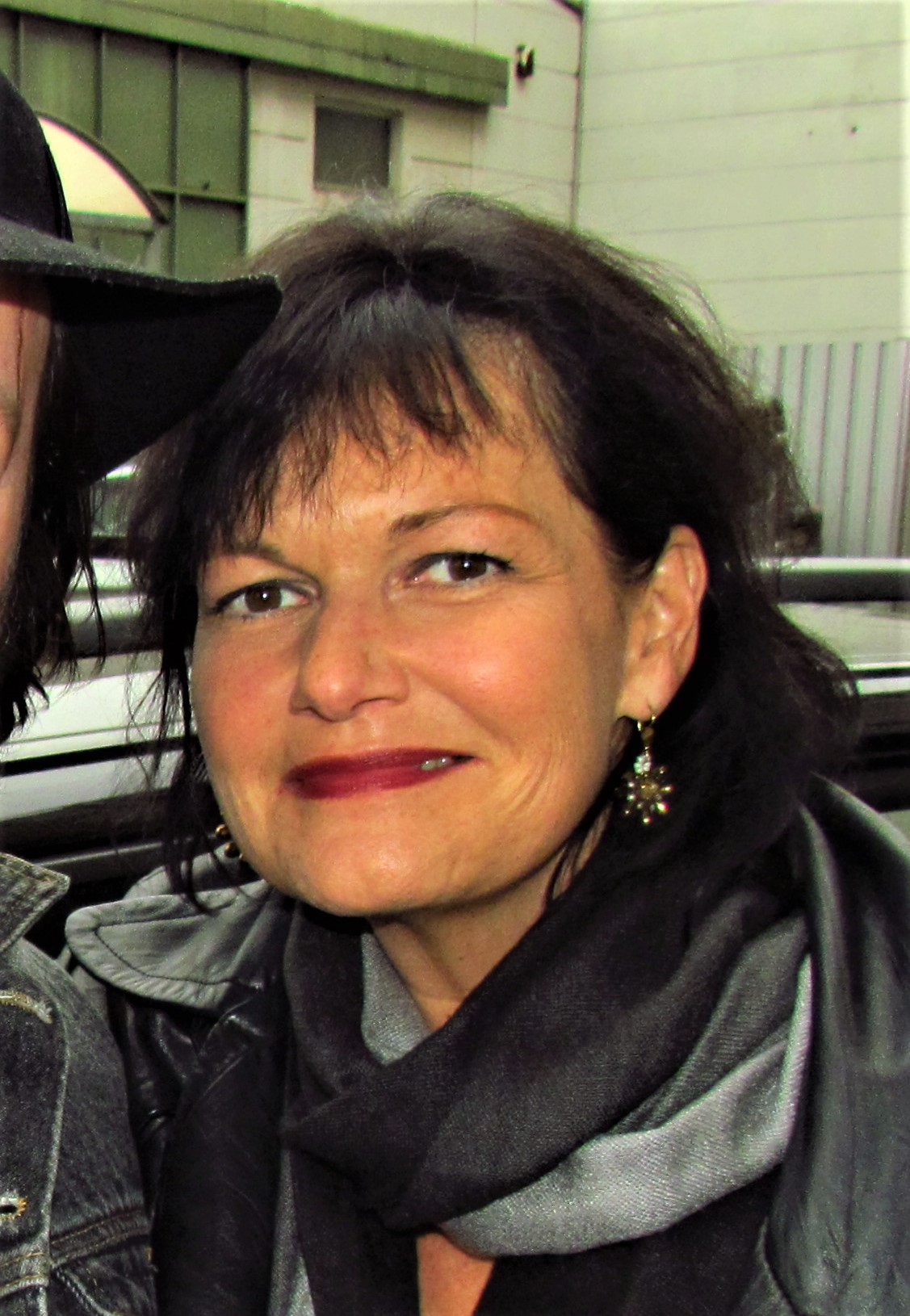
Maurane en 2012 à Charleroi avant son tour de chant.

### Albums studio
- 1986 : HLM (avec Steve Houben et Charles Loos) [Igloo - IGL 038]
- 1986 : Danser [Franc'Amour - FC-024]
- 1989 : Maurane
- 1991 : Ami ou ennemi
- 1995 : Différente
- 1998 : L’un pour l’autre
- 2000 : Toi du monde
- 2003 : Quand l’humain danse [Polydor/Universal - 076 101-2]
- 2005 : Un ange passe (avec Steve Houben et Charles Loos)
- 2007 : Si aujourd'hui
- 2009 : Nougaro ou l’espérance en l’Homme
- 2011 : Fais-moi une fleur
- 2014 : Ouvre
- 2018 : Brel (album posthume)

### Albums live
- 1994 : Maurane ? Une fille très scène (enregistré à l'Olympia en 1993)
- 1999 : Maurane à l'Olympia
- 2004 : L’heureux tour (enregistré au Grand Théâtre de la ville de Luxembourg)
- 2012 : Carnet de Mô (1 CD best of + 1 CD live aux FrancoFolies de Montréal)
- 2013 : Live (aux FrancoFolies de Montréal 2012) — sorti uniquement au Québec (GSI Musique UPC 793573163493)

## Vidéographie
- 1990 ː Maurane vous fait une scène (concert au Cirque Royal de Bruxelles en 1989 - cassette VHS)
- 2004 : L’heureux tour (concert au Grand Théâtre de la ville de Luxembourg)
- 2005 : Maurane - Master Série (vidéo-clips de 12 singles de Maurane)
- 2009 : La vie en rouge (concert au Cirque Royal de Bruxelles le 17 mars 2008)

## Filmographie
- 1987 : Carnaval de Ronny Coutteure : Marina
- 1998 : Le Comptoir de Sophie Tatischeff : Joëlle
- 2005 : Palais royal ! de Valérie Lemercier : elle-même
- 2010 : La Tête en friche de Jean Becker : Francine
- 2014 : Bon Rétablissement ! de Jean Becker : Françoise
- 2018 : Le Collier rouge de Jean Becker : la patronne

## Publications
- Maurane (en collaboration avec Thierry Coljon), La vie en rouge : Autobiographie sereine, Éditions Fetjaine, 2007, 265 p.  (ISBN 235425010X et 978-2354250102)
- Maurane et Caroline Andrieu-Millagou, Trop forte, Neuilly-sur-Seine, Éditions Michel Lafon, 2015, 317 p. (ISBN 978-2-7499-2472-4).

## Distinctions

### Récompenses
- 1983 : prix de la meilleure chanson du Festival de Spa pour Petite chanson sans problème
- 1986 : prix Rapsat-Lelièvre
- 1989 : prix Octave RFi[4]
- 1989 : prix du Festival d'été de Québec[4]
- 1994 : Victoire de la musique, catégorie « Artiste interprète ou groupe francophone »
- 1998 : Oscar de la chanson française (avec Peter Lorne - Auteur et compositeur) pour L'un pour l'autre[4]

### Décorations
- 2003 :  Chevalière de l'ordre de la Couronne (Belgique)[40]
- 2011 :  Officière de l'ordre des Arts et des Lettres[41] ; chevalière en 2001[42]

### Hommages
- Dès 1987, Philippe Nowaczyk rend hommage à Maurane dans son poème Signe particulier : chanteuse jazzy, inséré dans son recueil À bout portant.
- Lors du décès de la chanteuse, le collège communal de Schaerbeek décide de renommer le square de la rue Jacques Rayé « Square Maurane ». La chanteuse était domiciliée au numéro 32 de la rue Jacques Rayé dans la commune bruxelloise[43].
- Elle a également reçu un hommage lors du show des Enfoirés de 2019.